# Champfleury, Marne
Champfleury är en kommun i departementet Marne i regionen Grand Est (tidigare regionen Champagne-Ardenne) i nordöstra Frankrike. Kommunen ligger i kantonen Verzy som tillhör arrondissementet Reims. År 2022 hade Champfleury 603 invånare.

## Befolkningsutveckling
Antalet invånare i kommunen Champfleury
| Referens: INSEE |